# Síndrome da veia cava superior
A Síndrome da Veia Cava Superior (SVCS) é caracterizada pela obstrução do fluxo sanguíneo da veia cava superior em direção ao átrio direito. Antigamente era mais comum por doenças infecciosas. 

## Sinais e sintomas
A obstrução do fluxo da veia cava pode provocar:
- Edema no rosto (pletora facial) matutino,
- Edema de pescoço e braços,
- Dificuldade para respirar,
- Ingurgitamento de vasos cervicais,
- Dor torácica,
- Circulação sanguínea colateral visível na parte superior do tórax,
- Tosse,
- Desmaio,
- Disfonia,
- Dor de cabeça,
- Tontura e cansaço,
- Disfagia.

## Causas

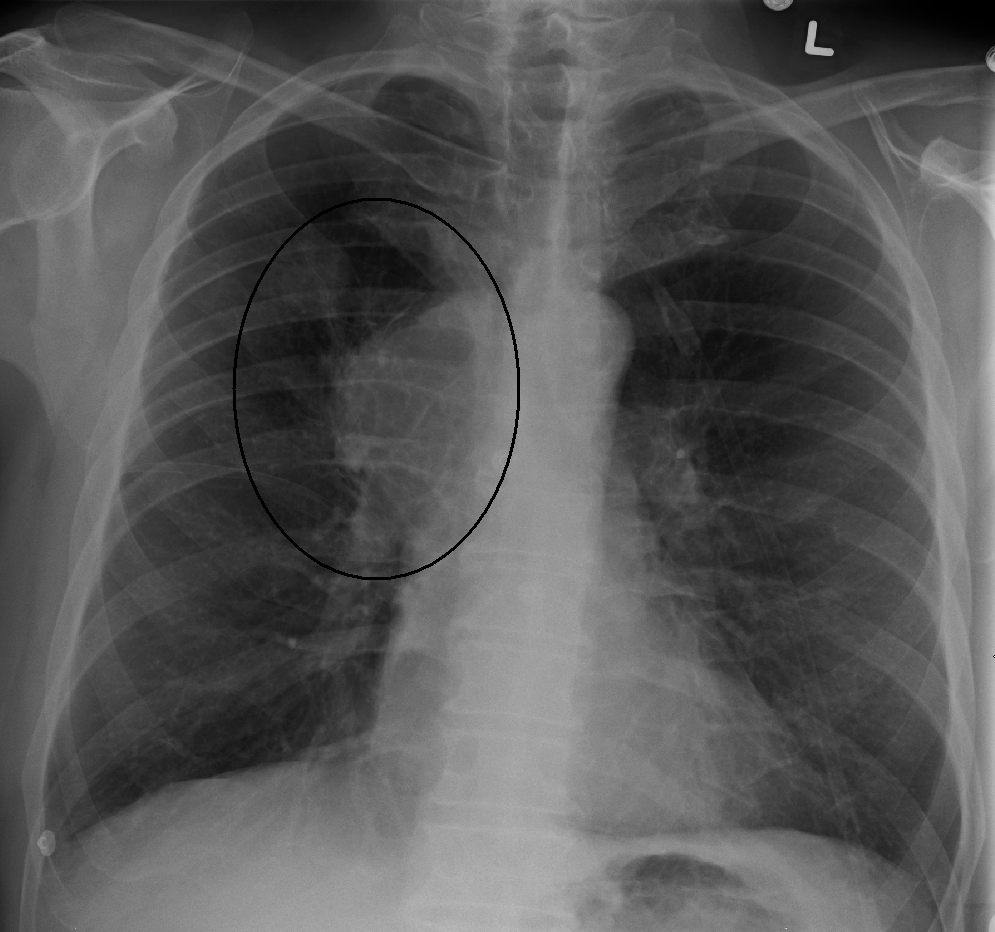
Raio X de um câncer de pulmão causando compressão da veia cava superior.

Atualmente, a principal causa de Síndrome da Veia Cava Superior é o câncer de pulmão broncogênico em 70% das vezes. Antigamente era mais comum ser causado por doenças infecciosas como sífilis e tuberculose. Outras possíveis causas incluem:
- Linfomas,
- Câncer esofágico,
- Uso intenso de cateter vascular,
- Fibrose pós-radiação,
- Bócio descendente,
- Aneurisma aórtico,
- Timoma,
- Adenoma.

## Diagnóstico
Principalmente clínico, a causa da obstrução deve ser investigada com punção aspirativa para biópsia linfonodal e mediastinal ou exames de imagem como raio X de tórax com contraste ou tomografia computadorizada. 

## Tratamento
O tratamento da síndrome inclui é feito com elevação  da  cabeceira  do  leito, máscara de oxigênio, diuréticos para reduzir a pressão arterial e corticosteroides para reduzir o inchaço. Quando o tumor que obstruí a veia cava não pode ser removido ou quando os sintomas são muito severos e persistentes pode ser feito um enxerto ou uma angioplastia percutânea com inserção de stent metálico expansível ou de balões infláveis capazes de expandir o interior da veia cava, mantendo assim um bom fluxo e sua permeabilidade.